# 三谷薬品
三谷薬品株式会社（みたにやくひん）は、医薬品・衛生材料・化粧品の卸売を中心とする日本の企業であった。現在はスズケングループの一社「（株）サンキ」である。医薬品の卸売手。

## 概要
本社・山口県光市室積浦358

## 営業所
- 山口県：光市・岩国市・柳井市・防府市・徳山市

## 主な取引メーカー
- 田辺製薬